# یوسیپ تاکیچ
یوسیپ تاکیچ (انگلیسی: Josip Takač؛ ۱۱ نوامبر ۱۹۱۹ – ۱۹۹۱) بازیکن و مربی فوتبال اهل یوگسلاوی بود.
از باشگاه‌هایی که در آن بازی کرده‌است می‌توان به باشگاه فوتبال ستاره سرخ بلگراد اشاره کرد.
وی در مسابقات بین‌المللی در مجموع برندهٔ ۱ مدال نقره شده‌است.